# تئو لو بریس
تئو لو بریس (انگلیسی: Théo Le Bris؛ زادهٔ ۱ اکتبر ۲۰۰۲) بازیکن فوتبال است.